# Amt Bergen auf Rügen
Urząd Bergen auf Rügen (niem. Amt Bergen auf Rügen) – niemiecki urząd leżący w kraju związkowym Meklemburgia-Pomorze Przednie, w powiecie Vorpommern-Rügen. Siedziba urzędu znajduje się w mieście Bergen auf Rügen.
W skład urzędu wchodzi jedenaście gmin:
1. Bergen auf Rügen
2. Buschvitz
3. Garz
4. Gustow
5. Lietzow
6. Parchtitz
7. Patzig
8. Poseritz
9. Ralswiek
10. Rappin
11. Sehlen